# Martin Olsson
För andra betydelser, se Martin Olsson (olika betydelser).
Martin Olsson var ett företag som levererade livsmedel och dylikt till storkök och restauranger. I Stockholm, Göteborg och Malmö fanns företaget även som butiker under namnet Martin Olsson Cashar, som riktade sig mot storkök (nuvarande namn Martin & Servera Restaurangbutiker). Sedan 1 januari 2012 är företaget en del av Martin & Servera AB. Varumärket Martin Olsson finns kvar på en del kaffeprodukter som Martin & Servera säljer.

## Historik

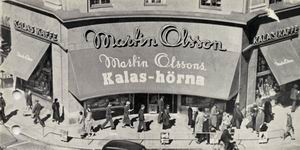
"Kalas-hörnan".

Företaget grundades 1897 i och med att Martin Olsson (sedermera Oldmark) fick ta över sin broders Speceri- och Kaffehandel vid Hötorget i Stockholm. År 1926, under den andre vd:n Gunnar Oldmark, öppnades den andra butiken och snart blev försäljningen, framförallt av kaffe, till caféer och restauranger betydande. 
Ytterligare ett par butiker tillkom under 1930-talet, då man även blev kunglig hovleverantör. En av de mera kända butikerna där företaget även sålde livsmedel låg i hörnet av Kungsgatan 40 och Sveavägen 21-23 i centrala Stockholm. Platsen kallades så småningom för Kalas-hörnan efter Martin Olssons Kalaskaffe.
Med tiden blev emellertid försäljningen till storkök och restauranger den dominerande verksamheten och de vanliga livsmedelsbutikerna avyttrades till snabbköpskedjan Metro 1980. Redan 1973 hade man dock inlett satsningen på storbutiker för restauranger och andra näringsidkare (kallade storkökscashar). En av dessa anläggningar finns på Årsta partihallar i Stockholm.
Bolaget var familjeägt till 1 januari 2012 då det gick samman med Axel Johnson Gruppens Servera för att bilda bolaget Martin & Servera.